# Alles ist erlaubt
Alles ist erlaubt ist das 16. und letzte Studioalbum der österreichischen Pop-Rock-Band Erste Allgemeine Verunsicherung (EAV). Es wurde am 28. September 2018 veröffentlicht und somit zwei Jahre nach dem vorigen Studioalbum Was haben wir gelacht …. Das Album stieg auf Platz zwei der österreichischen Albumcharts ein.

## Veröffentlichung und Charterfolge
Das Album wurde in Österreich am 28. September 2018 unter dem Label Ariola veröffentlicht. In Deutschland erschien es am 5. Oktober 2018, in der Schweiz zwei Tage später. In Österreich stieg das Album auf Platz zwei in die Charts ein. In Deutschland war es vier Wochen lang in den Albumcharts, wobei es Platz sieben erreichte. In der Schweiz blieb es drei Wochen in den Charts und erreichte Platz 13.

## Besonderheiten
Das Album wurde sowohl auf Compact Disc als auch auf zwei Schallplatten und als Download veröffentlicht. Außerdem wurde eine Edition mit zwei Compact Discs und Buch herausgegeben.
Auf der ersten CD „Alles ist erlaubt“ der Sonderedition sind neben den 16 Titeln der Standard-CD die zwei zusätzlichen Titel „Man soll den Tag“ und „Freiheit“ enthalten. Die zweite CD der Buch-Edition trägt den Namen „Alles für den Hugo“ und enthält unter anderem Instrumentalversionen, Demofassungen und Alternativversionen von Titeln der Standard-CD. Dazu erschien ein 40-seitiges Buch mit Karikaturen, Comics, Scribbles, Fakten, Anekdoten und handgeschriebenen Liedtexten zum Album.
Sänger Klaus Eberhartinger und Texter und Komponist Thomas Spitzer kündigten an, dass es sich um das letzte Album der Erste Allgemeine Verunsicherung handeln soll. Am 3. Februar 2019 startete die Gruppe mit vier Konzerten in Fehring in der Steiermark mit dem Album die 1000 Jahre EAV Abschiedstournee durch Österreich und Deutschland.
Das Lied „Gegen den Wind“ wurde vom österreichischen Sänger Lemo eingesungen und wurde neben „Trick der Politik“, „Salatisten-Mambo“ und „Am rechten Ort“ auch als Single ausgekoppelt.
Im Rahmen der Amadeus-Verleihung 2019 wurde das Album in der Kategorie Album des Jahres nominiert.

## Titel

### CD-Edition / zwei Schallplatten
1. Alles ist erlaubt
2. Am rechten Ort
3. Trick der Politik
4. Erzöh ma' des
5. Imam
6. Rabenschwarz und Weiß
7. Coole, alte Sau
8. Gegen den Wind – EAV feat. Lemo
9. Müssiggang
10. Es ist nie zu spät
11. Salatisten-Mambo
12. Das Wandern
13. Rechts 2/3
14. Der letzte Brief
15. Verflucht
16. s'Glück

### 2 CD Buch-Edition
CD 1 – zusätzlich zur CD-Edition
1. Freiheit
2. Man soll den Tag…

CD 2 – „Alles für den Hugo“
1. Das Diktiergerät
2. Alles für den Hugo
3. Am rechten Ort (# Takt)
4. Am rechten Ort (PLB)
5. Trick der Politik (PLB)
6. Erzöh ma' des (Berlin, 3 Uhr früh)
7. Rabenschwarz und Weiß (Klaus Urdemo)
8. Coole, alte Sau (Friedel-Vindaloo-Mix)
9. Gegen den Wind (Sancho-Panza-Demo)
10. Müßiggang (Berlin, 5 Uhr früh)
11. Es ist nie zu spät (Tom Urdemo)
12. Salatisten-Mambo (Zappel-Demo)
13. Das Wandern (Inländer-Rum)
14. Rechts 2/3 (PLB)
15. Der letzte Brief (Klaus Vox)
16. Freiheit (Roh-Lay. für Live-Band)